# إدموند جاي ديفيس
إدموند جاي ديفيس (بالإنجليزية: Edmund J. Davis) هو ضابط ومحامي وقاضي أمريكي، ولد في 2 أكتوبر 1827 في سانت أوغسطين في الولايات المتحدة، وتوفي في 7 فبراير 1883 في أوستن في الولايات المتحدة.